# Maryna Bekh-Romanchuk
Maryna Oleksandrivna Bekh-Romanchuk (ucraïnès: Мари́на Олександрівна Бех Романчу́к; nascuda el 18 de juliol de 1995) és una atleta ucraïnesa, saltadora de llargada i de triple salt. Va guanyar la medalla de plata al Campionat del Món de 2019.
Va acabar cinquena al Campionat del Món juvenil de 2011, vuitena al Campionat del món júnior de 2012, va guanyar la medalla de bronze als Campionats d'Europa júnior de 2013 i va acabar novena al Campionat del món júnior de 2014 i cinquena al Campionat del món juvenil de 2020. Va competir al Mundial de 2013 sense arribar a la final.
El seu millor salt és de 6,93 metres, aconseguit a Lutsk el 2016.